# Gare de Rennes
Gare de Rennes vasútállomás Franciaországban, Rennes településen.

## Vasútvonalak
Az állomást az alábbi vasútvonalak érintik:
- Párizs–Brest-vasútvonal
- Châteaubriant-Rennes-vasútvonal
- Rennes–Redon-vasútvonal
- Rennes–Saint-Malo-vasútvonal

## Kapcsolódó állomások
A vasútállomáshoz az alábbi állomások vannak a legközelebb:
- Halte de Rennes-Pontchaillou (Gare de Saint-Malo, Rennes–Saint-Malo-vasútvonal)
- Gare de L'Hermitage - Mordelles (Gare de Brest, Párizs–Brest-vasútvonal)
- Gare de Cesson-Sévigné (Paris Gare Montparnasse, Párizs–Brest-vasútvonal)
- Gare de Rennes-La Poterie (Gare de Châteaubriant, Châteaubriant-Rennes-vasútvonal)
- Gare de Saint-Jacques-de-la-Lande (Gare de Redon, Rennes–Redon-vasútvonal)